# Margarete Müller-Henning
Margarete Müller-Henning, geborene Henning (* 8. Mai 1924 in Kiew, Ukrainische SSR; † 8. Februar 2015 auf Schloss Gleusdorf, Untermerzbach), war eine deutsche Schriftstellerin, Lyrikerin und Nachdichterin ukrainischer Herkunft.

## Leben
Müller-Henning, Tochter eines Deutsch-Balten und einer russlanddeutschen Mutter, wuchs dreisprachig auf.
Im Alter von 15 Jahren veröffentlichte sie erste Gedichte. Im Februar 1943 kam sie nach Regensburg, wo sie die Ausbildung zur Diplom-Dolmetscherin machte. 1974 erschien ihre erste Anthologie. Ab 1975 veröffentlichte sie auch regelmäßig deutsche und russische Lyrik und Prosa in Anthologien und Literaturzeitschriften. Ihre Schriften umfassten Übersetzungen und deutschsprachige Nachdichtungen von Werken russischer Schriftsteller und Lyriker, darunter Boris Leonidowitsch Pasternak, Sergei Alexandrowitsch Jessenin und Wladimir Solouchin. Ihre Lyrik wurde zum Teil in Liedform vertont.
Müller-Henning war seit 1975 Mitglied der Regensburger Schriftstellergruppe International (RSGI) und seit 1986 im Freien Deutschen Autorenverband (FDA). Sie lebte zuletzt im Seniorenheim auf Schloss Gleusdorf und verstarb im Alter von 90 Jahren. Sie war bis ins hohe Alter schriftstellerisch tätig. Ihr Nachlass wird in der Staatlichen Bibliothek Regensburg aufbewahrt.

## Auszeichnungen
- 1992: Nordgaupreis des Oberpfälzer Kulturbundes in der Kategorie „Dichtung“

## Veröffentlichungen (Auswahl)
- Am Hang. Gedichte, Prosa, Übersetzungen. Karl Bauer, Regensburg 1974.
- Anfang des Kreises. Gedichte. Bläschke, Sankt Michael 1980, ISBN 3-7053-1108-5.
- Siehst du den Säntis? Geschichten von weit her. Graphikum Dr. Mock, Bovenden 1984, ISBN 3-88996-041-3.
- Soviel Himmel. Skizzen von unterwegs. Graphikum Dr. Mock, Bovenden 1984, ISBN 3-88996-035-9.
- Das Jahr macht seinen Weg. Geschichten in Versen und Bildern von Januar bis Dezember. Auer, Donauwörth 1985, ISBN 3-403-01634-X.
- Gläserne Brücken. Gedichte aus den Jahren 1980–1990. Calatra Press Willem Enzinck, Lahnstein 1991, ISBN 3-88138-108-2.
- Gmehling, Magdalena S.; Müller-Henning, Margarete: Goldschatten und Schemen. Tanka-Uta-Haiku/Senryu (= Teni i prizraki). Walchum, Emsland 1992, ISBN 3-88319-156-6.
- Wege in der Oberpfalz. Michael Laßleben, Kallmünz 1992, ISBN 3-7847-8162-4.
- Grüne Dome. Laßleben, Kallmünz 1994, ISBN 3-7847-8163-2.
- Müller-Henning, Margarete; Lebedev O. N.: Zwischen Riga und Taschkent (= Gonimye na privale). Kannon, Kiew 1995, ISBN 3-88319-156-6.
- Einander zugewandt. Gedichte. Laßleben, Kallmünz 1997, ISBN 3-7847-8167-5.
- Sonette. 1 plus 99. M. Laßleben, Kallmünz 1999, ISBN 3-7847-8172-1.
- Müller-Henning, Margarete; Wimmer, Heinrich: Leben und Wirken des Komponisten Oskar Sigmund. Laßleben, Kallmünz 2004, ISBN 3-7847-8176-4.